# Granica chińsko-północnokoreańska

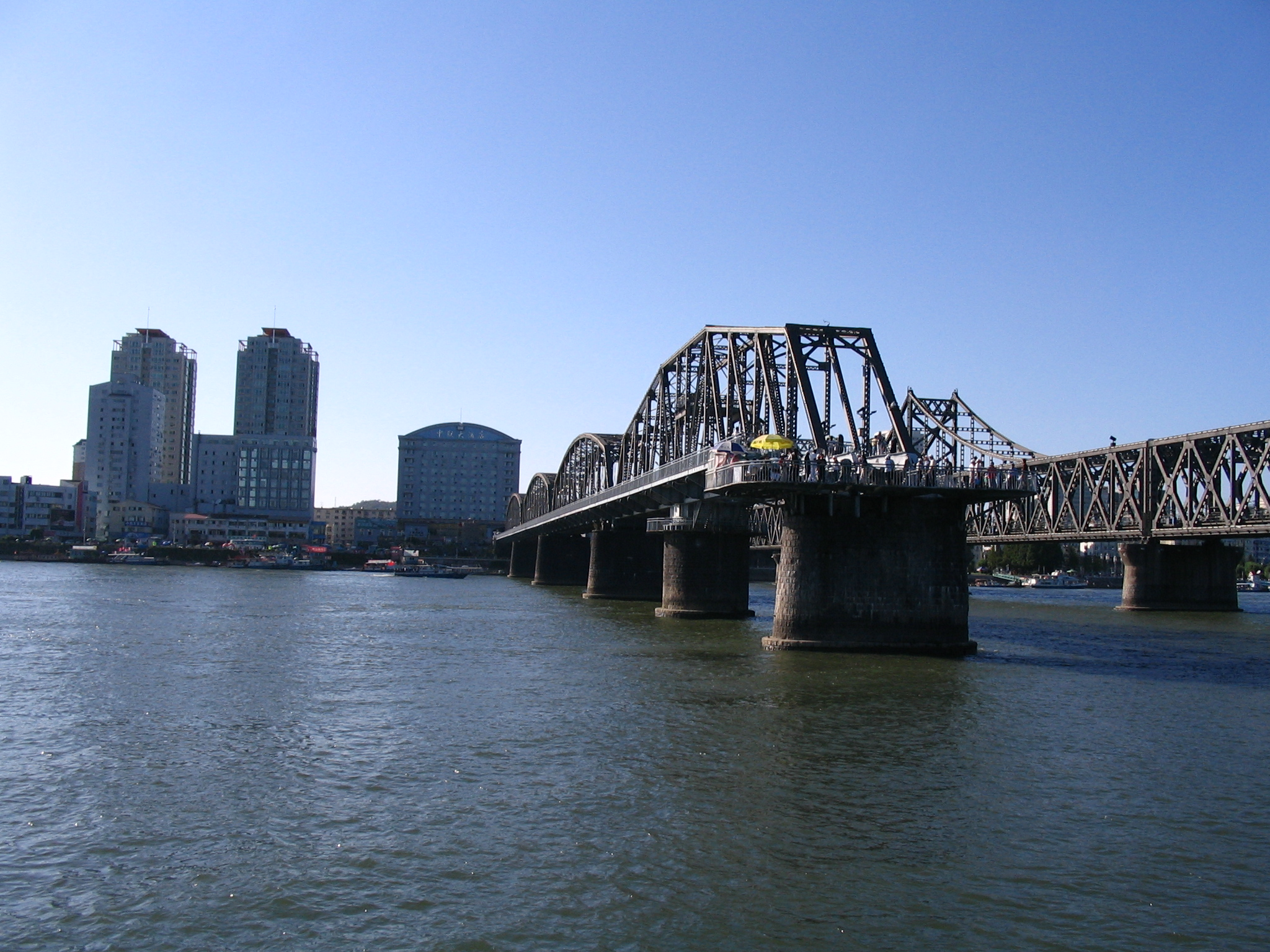
Most przyjaźni

Granica chińsko-północnokoreańska (chiń. trad. 中朝邊境, chiń. upr. 中朝境, kor. 조선민주주의인민공화국-중화인민공화국 국경) – granica międzypaństwowa dzieląca terytoria Chin i Korei Północnej, istniejąca od 1945 roku, ciągnąca się na długości 1416 km, z czego większość stanowią koryta rzek Jalu i Tuman.

## Przebieg
Granica zaczyna się na wybrzeżu Zatoki Koreańskiej i następnie przebiega ciekiem wodnym między wyspą Sindo na zachodnim brzegu rzeki Jalu aż do końca wyspy Sindo, a następnie ciągnie się w kierunku północno-wschodnim, korytem rzeki Jalu na odcinku ok. 350 km do chińskiego miasta Linjiang.
Od miasta Linjiang granica zakręca razem z biegiem rzeki Jalu w stronę miasta Hyesan w Korei Północnej, następnie na północny zachód i wschód aż do wypływu rzeki Jalu z jeziora Ch’ŏnji koło góry Pektu-san. Z tego samego jeziora wypływa na północny wschód rzeka Tuman, której korytem przebiega dalszy ciąg granicy, po czym zakręca razem z rzeką w stronę południowo-wschodnią osiągając trójstyk z Rosją.

## Przebieg granicy na rzece Jalu
Na rzece Jalu znajduje się 205 wysp. Traktat graniczny z 1962 r. między Koreą Północną a Chinami podzielił wyspy według grupy etnicznej zamieszkującej każdą wyspę. Korea Północna posiada 127, a Chiny 78. Ze względu na kryteria podziału niektóre wyspy, takie jak wyspa Hwanggumpyong, należą do Korei Północnej, mimo że znajdują się po chińskiej stronie rzeki. Oba kraje mają prawa żeglugowe na rzece, w tym w delcie.